# KOTOKO (映画)
『KOTOKO』（ことこ）は、2012年に公開された日本映画。シンガーソングライターのCoccoを主演に迎え、母と子の愛を描いた作品。
監督の塚本晋也は『バレット・バレエ』（2000年）を制作した頃からCoccoの世界にインスパイアされ、9年の交流の末にCoccoを主演に迎え本作を映画化。
第68回ヴェネツィア国際映画祭のオリゾンティ部門で最高賞を受賞し、第10回レッジョ・エミリアアジア映画祭で日本人で初めての功労賞を受賞した。

## あらすじ
幼い息子、大二郎を育てる琴子は世界が二つに見えてしまうという現象に悩まされている。息子を守りたい気持ちが高まれば高まるほど、強迫観念に襲われ恐怖の世界に迷い込んでしまう。そしてある日、琴子は周囲から息子を虐待しているのではないかと疑われ、沖縄に暮らす姉に大二郎を預ける事になる。愛する息子と離れ離れになってしまった琴子。あるとき、琴子の歌声を聴いた小説家の田中という男が声を掛け、2人は心を通わせ一緒に生活を始めるが…。

## キャスト
- 琴子 - Cocco
- 田中 - 塚本晋也

## スタッフ
- 監督・脚本・編集・制作 - 塚本晋也
- 企画 - Cocco、塚本晋也
- 原案・音楽・美術 - Cocco
- 撮影 - 塚本晋也、林啓史
- 音響効果 - 北田雅也